# Guapo Lot 10
Guapo Lot 10 es una localidad de Trinidad y Tobago, que forma parte de la región de Siparia.

## Geografía
La localidad abarca parte de la isla Trinidad y limita al norte con Cochrane, al sur con Salazar Village, al este con Forest Reserve y al oeste con Parry Lands South.

## Demografía
Datos demográficos de la localidad de Guapo Lot 10:
| Gráfica de evolución demográfica de Guapo Lot 10 entre 2000 y 2011 |
|                                                                    |